# Unione Sportiva Cagliari 1961-1962
Questa pagina raccoglie i dati riguardanti l'Unione Sportiva Cagliari nelle competizioni ufficiali della stagione 1961-1962.

## Rosa
| N. |                      | Ruolo | Calciatore           |
| -- | -------------------- | ----- | -------------------- |
|    | Italia (bandiera)    | P     | Angelo Colombo       |
|    | Italia (bandiera)    | P     | Cesare Bogazzi       |
|    | Italia (bandiera)    | D     | Raffaello Vescovi    |
|    | Italia (bandiera)    | D     | Mario Tiddia         |
|    | Italia (bandiera)    | D     | Renato Caocci        |
|    | Italia (bandiera)    | D     | Dino Baccheretti     |
|    | Argentina (bandiera) | D     | Miguel Angelo Longo  |
|    | Italia (bandiera)    | D     | Enrico Spinosi       |
|    | Italia (bandiera)    | C     | Umberto Serradimigni |

| N. |                   | Ruolo | Calciatore         |
| -- | ----------------- | ----- | ------------------ |
|    | Italia (bandiera) | C     | Antonio Congiu     |
|    | Italia (bandiera) | C     | Salvatore Podda    |
|    | Italia (bandiera) | A     | Giuseppe Gagliardi |
|    | Italia (bandiera) | A     | Sergio Crovi       |
|    | Italia (bandiera) | A     | Ferdinando Parise  |
|    | Italia (bandiera) | A     | Gianfranco Gazza   |
|    | Italia (bandiera) | A     | Antonio Falchi     |
|    | Italia (bandiera) | A     | Renato Ronconi     |
|    | Italia (bandiera) | A     | Danilo Torriglia   |